# Krokfljot
Krokfljot är ett naturreservat i Älvdalens kommun i Dalarnas län.
Området är naturskyddat sedan 2011 och är 430 hektar stort. Reservatet består av myrar med myrtallar och gammeltallskog.